# Euvelgunne
Euvelgunne est un hameau de la commune néerlandaise de Groningue, situé dans la province de Groningue.
Une grande partie de l'ancien village a été détruite au bénéfice des zones industrielles de la ville de Groningue.